# Camille van Mulders
Pour les articles homonymes, voir Mulder.
Camille van Mulders, née à Bruxelles le 23 octobre 1862 et morte le 19 novembre 1949 à Ixelles, est une peintre belge connue pour ses natures mortes.

## Biographie
Camille van Mulders étudie avec les peintres belges Hubert Bellis et Jean-François Portaels,. Son travail se concentre sur la peinture des fleurs en utilisant des pastels et des peintures à l'huile. Elle expose deux tableaux (Carnation et Geraniums) dans le Woman's Building et le Palais des Beaux-Arts à l'Exposition universelle de 1893 de Chicago .
Elle enseigne également le dessin.

## Galerie

Œuvres de Camille van Mulders
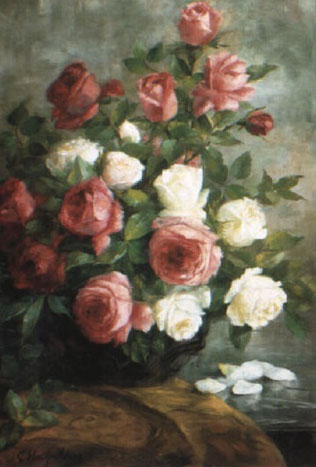
Nature morte de roses (c. 1949).
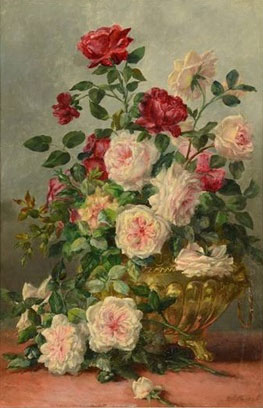
Vase de roses (c. 1949).
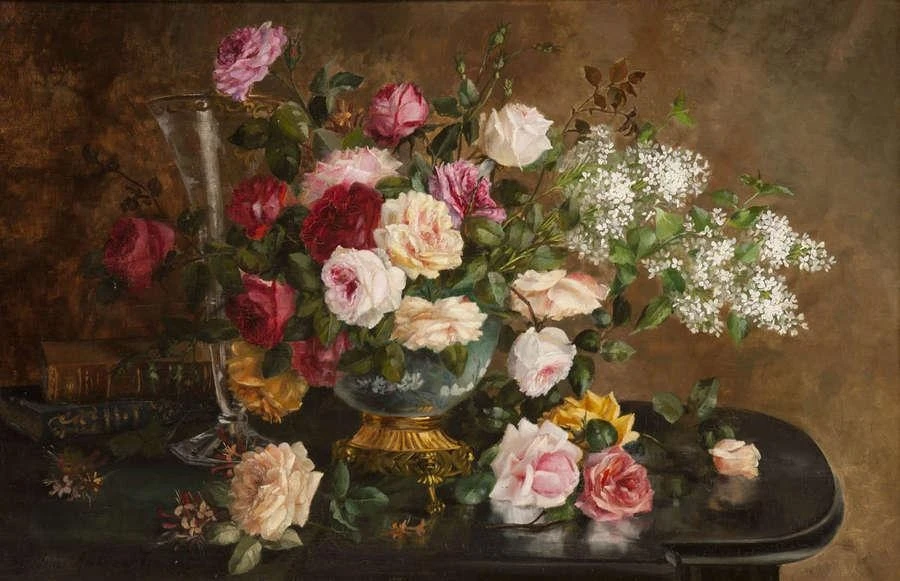
Nature morte de fleurs sur table (1920).